# Боярские книги
Боярские книги — учётный документ для высшего слоя русского дворянства.
Составлялись книги в Разрядном приказе.
В Боярских книгах заносился список имён согласно чинам в следующем порядке: боярин, окольничий, кравчий с путём, кравчие, казначеи, думные генералы, думные дворяне, постельничий, печатники, стряпчие с ключом, думный дьяк, дьяки Приказа Тайных дел, московский ловчий, укладничий, ясельничий, комнатные стольники, стольник, стольники в генералах, полковники, стольники государынь, патриаршие стольники, стряпчие с платьем, стряпчие в полковниках, подполковники, московские дворяне, дворяне в полковниках, дворяне цариц, иноземцы, поляки принявшие православие и новокрещённые татары, дьяки по приказам, шатёрничие, дворяне городов.
У этих лиц указывались: оклады поместные и денежные, все перемены происходившие в их служебной деятельности с короткими биографическими заметками (повышение в чины, прибавка окладов, отставка, пленение, болезнь, смерть, опала, постриг в монастырь и прочее).
Боярские книги раскрывают полноту служебной деятельности, сообщают биографические сведения, раскрывают устройство придворной службы.
Как официальные документы они имеют важное значение при определении происхождения древних родов и при доказательстве дворянского происхождения, служб предков.
Боярские книги занимают важнейшее значение в ряду исторических источников.

## Время заведения
Время заведения боярских книг неизвестно, но основываясь на исторических данных, можно отнести их к царствованию Ивана III.
Быстрое расширение московского княжества, за счёт присоединения удельных княжеств и перехода их на службу к великому князю, увеличение числа военных конфликтов, брак Ивана III с греческой царевною и введение византийских обычаев, всё это требовало значительного увеличения числа чинов и должностей.
Такое увеличение требовало разграничения служебных отношений и обязанностей, а в особенности система поместных окладов и споры по местничеству, заставляли правительство постоянно иметь в виду всех служащих лиц и следить за их служебной деятельностью.
Поэтому и были заведены особые списки, получившие название боярских книг.
Время заведения боярских книг подтверждено и тем, что древнейшая из них, подаренная Марией Петровной Шереметьевой Вольному Российскому Собранию, относится к 1462 году.

## Сохранившиеся книги
Боярские книги хранятся в Российском государственном архиве древних актов в Москве.
Древнейшие книги утрачены в период Смутного времени; только две из них 1573 и 1611 годов, уцелели от истребления и были известны, но и те погибли при пожаре в Москве в 1812 году.
До XXI века уцелели боярские книги по годам: 1627, 1629, 1636, 1639, 1647, 1658, 1667, 1674, 1676 (в двух частях), 1686, 1691 (в двух частях). Сохранились также боярские книги в столбцовой форме по годам: 1615, 1626, 1628, 1630.
Опубликованы боярские книги 1627, 1629, 1639, 1658, 1667 годов.
Опубликованы также боярские книги в столбцовой форме 1615 и 1630 годов.